# Conseil administratif d'État
Le Conseil administratif d'État (en birman : နိုင်ငံတော်စီမံအုပ်ချုပ်ရေးကောင်စီ, en anglais : State Administration Council (SAC)) de la république de l'Union de Birmanie est une junte militaire présidée par le général Min Aung Hlaing qui a pris le pouvoir à la suite du coup d'État du 1er février 2021.
Sa légitimé est contestée par le gouvernement d'unité nationale et une guerre civile est en cours depuis ce coup d'État.
Il est remplacé le 31 juillet 2025 par la Commission nationale de sécurité et de paix.

## Composition
1. Général Min Aung Hlaing, président
2. Général Soe Win, vice-président
3. Lieutenant-général Aung Lin Dwe, secrétaire
4. Lieutenant-général Ye Win Oo, secrétaire adjoint
5. Général Mya Tun Oo, membre
6. Général Tin Aung San, membre
7. Général Maung Maung Kyaw, membre
8. Lieutenant-général Moe Myint Tun, membre
9. Phado Man Nyein Maung, membre
10. Thein Nyunt, membre
11. Khin Maung Swe, membre